# Trenta (Slovenië)

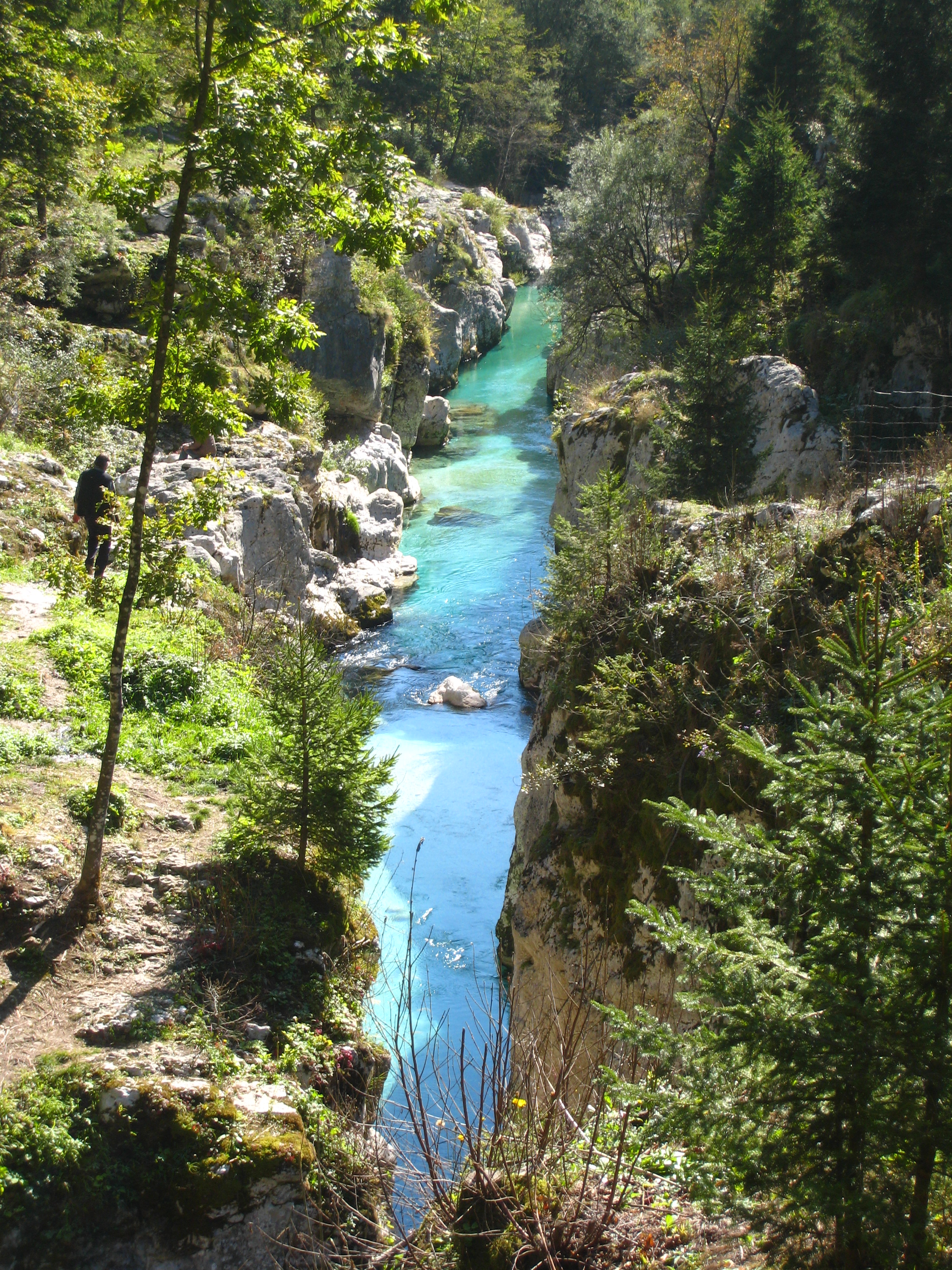
De Soča

Trenta (Duits: Trentathal) is een plaats in Slovenië en maakt deel uit van de gemeente Bovec in de NUTS-3-regio Goriška. De plaats telde 116 inwoners op 1 januari 2020.
Het ligt tussen Kranjska Gora, de Vršič-pas en Bovec in de Trenta-vallei bij de rivier de Soča. Hier is ook een informatiecentrum annex museum Dom Trenta (Trenta Lodge). Van hieruit zijn wandelingen naar onder meer de berg Triglav.
In de omgeving is de botanische alpentuin Alpinum Juliana die tot stand kwam door Albert Bois de Chesne (1871-1953), geholpen door alpinist en bergvriend Julius Kugy. Er zijn alpenplanten uit het nationaal park en de omringende bergketens, zoals de Karawanken en Kamnik-Savinja Alpen.
Tussen Trenta en Bovec ligt het dorp en de waterval Lepena en het dorp Soča en de Soča Gorge die 750 m lang is en 15 m diep. Net voorbij het dorp is de vallei van de Vrsnica en de Suhi-potok met Gorges en watervallen. Langs de lokale weg 206 loopt het Sočapad.